# دی‌تیونیک اسید
دی‌تیونیک اسید (به انگلیسی: Dithionic acid) با فرمول شیمیایی H۲S۲O۶ یک ترکیب شیمیایی با شناسه پاب‌کم ۲۶۹۸۵ است؛ که جرم مولی آن ۱۶۲٫۱۴ g/mol می‌باشد.